# Paso procesional

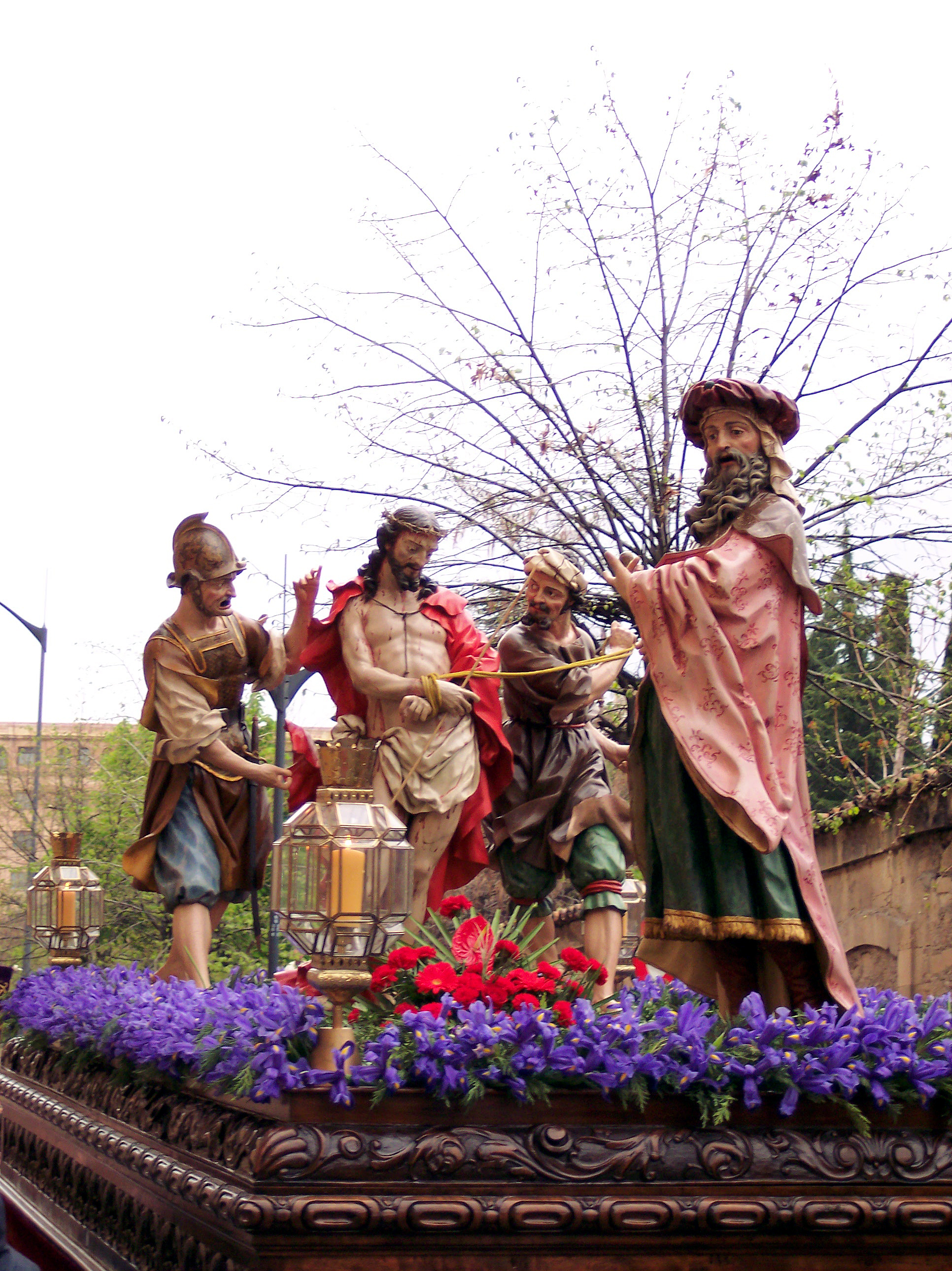
Paso del Ecce Homo de la Cofradía de la Vera Cruz. Semana Santa de Salamanca.

El paso (del latín: passus ‘escena, eterna felicidad’)  es la plataforma donde se lleva en procesión a las imágenes religiosas en las procesiones. En algunos lugares de España son conocidos como andas o tronos.

## Definición
El paso es un conjunto formado por una plataforma (conocida como mesa) sobre la que hay imágenes evangélicas. La plataforma forma parte de la estructura del paso (la parihuela). La plataforma es llevada colocando a personas en varias vigas de madera (trabajaderas) y puede sostenerse en el suelo sobre unos maderos (zancos). En el caso de los tronos y andas la estructura consiste en unas vigas colocadas externamente en sentido longitudinal, quedando a la vista los portadores que cargan el peso sobre uno de sus hombros. El apoyo al suelo puede realizarse sobre patas o zancos, o bien mediante horquillas que se colocan en cada parada.
Cuando la Virgen va sola o en compañía del apóstol Juan el paso va cubierto con un palio y el conjunto así formado se conoce como paso de palio o paso de Virgen. Cuando hay varias figuras sin palio y cuando se porta a Jesús sin crucificar se conoce como paso de misterio. Al Señor se le suele llamar Cristo cuando se le presenta desde la crucifixión hasta el entierro y al paso donde procesiona un crucificado se le llama paso de Cristo. Cuando en el paso de misterio va Jesús con la cruz al hombro la figura recibe el apodo de Nazareno (con mayúscula inicial, a diferencia del nazareno cofrade).

## Características
Las esculturas de arte sacro salieron de los templos para realizar procesiones de la mano de las cofradías de penitencia a partir del siglo XVI. En su origen las procesiones podían llevar hasta cinco pasos, aunque normalmente eran dos, al igual que ahora.
Lo más probable es que los primeros pasos fuesen andas con manguetas para se llevadas entre diez u ocho hermanos. Aunque algunas hermandades españolas siguen usando andas con manguetas lo más habitual hoy es portar pasos más grandes y elaborados, que son los que, en adelante, describiremos.
Según el historiador Esquivias Franco, hacia 1620 empezó a extenderse el uso de pasos grandes, con una peana sobre la plataforma para la Virgen y con respiraderos para los que portaban el paso (costaleros). No obstante, pese a ser similares en su forma, en el siglo XVII eran de unas dimensiones mucho menores a las actuales. También sucedía que el paso del Cristo era más grande que el paso de la Virgen.
La parte superior del paso, que se encuentra sobre los respiraderos, es la canastilla. Normalmente la canastilla está decorada con un estilo neobarroco, aunque hay una minoría de mediados del siglo XX y finales del siglo XIX con decoración neogótica o neorrenacentista. La canastilla del paso de misterio o de Cristo suele ser de madera barnizada o cubierta de oro (pan de oro). En el paso de palio la canastilla suele ser de metal plateado.
No se conservan muchos pasos antiguos. Entre los más antiguos conservados está el del Jesús del Gran Poder de Sevilla, que fue realizado por Francisco Ruiz Gijón entre 1688 y 1692, pero ha sido restaurado y reformado en numerosas ocasiones. Lo que sí que es más habitual es que se conserven relieves antiguos (de los siglos XVII y XVIII mayoritariamente) insertados en pasos contemporáneos.
Aunque la canastilla y los respiraderos son los elementos fundamentales, el paso suele tener más elementos. En los ángulos suelen colocarse faroles, candeleros de varios brazos o simplemente cirios. La mayoría de los faroles y candeleros suelen ser barrocos, aunque los brazos retorcidos son de estilo rococó. Además, la plataforma del paso suele cubrirse con exornos florales. El aspecto floral se ha desarrollado mucho desde la década de 1940.
La parte inferior del paso está cubierta con unas telas conocidas como faldones. Estas telas cubren el cuerpo de los costaleros que se encuentran bajo el paso. Estas telas reciben el apelativo de faldones y han estado presentes, al menos, desde el siglo XVII. Antiguamente solían ser de ricas sedas labradas si se trataba de una cofradía poderosa o de simple tafetán si se trataba de una cofradía con menos recursos. En la actualidad los faldones son de terciopelo liso, aunque en algunos casos es de terciopelo bordado.
La estructura de madera del paso (que a la postre es cubierta con la canastilla y otros complementos) es conocida como parihuela. La moldura que sostiene los faldones del paso y que se coloca en la cornisa o las aristas de la parihuela se conoce como baquetón.
En los comienzos de las cofradías, algunos pasos llevaban ruedas, aunque hoy esto es menos habitual. Un ejemplo del siglo XVII es el Cristo de las Ánimas de Córdoba. En las décadas de 1920 y 1930 algunos pasos de Sevilla llevaban ruedas para poder prescindir de los costaleros, aunque esto se abandonó.
Los pasos de misterio y los de Cristo pueden ir iluminados por grandes candelabros para un cirio (hachones), candelabros con tulipas de cristal para varias velas o con faroles.
Todas estas características se aplican en la Semana Santa sevillana y por influencia, andaluza. En otras localidades las características varían enormemente, tanto en los tronos, formas de portar las imágenes y las imágenes mismas.

## Tipos de pasos

### Paso de Cristo
Es el que representa un episodio de la Pasión de Cristo mediante una sola imagen de Jesús, a lo sumo acompañada de otra escultura más representando a otro personaje de los que intervienen en el momento pasionista en cuestión.

### Paso de Misterio
Es el que representa un episodio de la Pasión de Cristo mediante una composición escultórica en la cual la imagen de Jesús aparece acompañada por un mínimo de otras dos esculturas representando a otros tantos personajes que intervienen en el momento pasionista en cuestión, sea este puramente evangélico o fruto de una tradición devocional, como es el caso del episodio protagonizado por la santa mujer Verónica. El número de esculturas que conforman un Paso de Misterio suele variar entre un mínimo de tres y un máximo no determinado pero que suele coincidir con las trece esculturas que configuran la representación de la Última Cena.

### El paso de palio
Las dos diferencias principales con el paso de misterio o de Cristo son el palio sostenido por varales y la peana que hay sobre la plataforma para colocar a la Virgen.
El origen del palio era proteger a las personas importantes de la lluvia y del sol. Esto hizo que se asociara con la jerarquía y se decidiera colocárselo a la Virgen. El palio se empezó a colocar en la primera mitad del siglo XVII y al principio hubo cofradías que lo colocaban tanto al Cristo como a la Virgen, aunque hoy se usa solamente en este último caso, con excepciones como la localidad de Antequera donde todavía se mantiene la tradición de procesionar a Cristo bajo palio.
Los bordes del palio que cuelgan hacia abajo son conocidas como bambalinas y pueden finalizar rectas o en puntas. Las bambalinas rectangulares se conocen como rectas o de cajón, y las que terminan en puntas son conocidas como de dentada o de caída.
El paso de la Virgen suele tener más elementos de orfebrería que el paso de misterio o de Cristo. La peana de la Virgen, los varales y los candelabros suelen ser de plata.
Los pasos de palio suelen tener varios cirios en la parte delantera y un par de candelabros en la parte trasera (candelabros de cola).
El uso de un palio sobre un paso procesional podemos datarlo a finales del siglo XVII. El primer testimonio de este lo encontramos en un libro de Cuentas perteneciente a la Hermandad de la Soledad de San Lorenzo de Sevilla posteriormente en el siglo XVIII encontramos grabados de esta imagen bajo palio. Curiosamente hoy no utiliza palio en su estación de penitencia.

### Paso alegórico
El paso alegórico es un paso de misterio que representa con figuras alegóricas un pasaje bíblico o que destaca alguna enseñanza evangélica.
Existe desde el siglo XVI. En 1595 la Hermandad de San Juan Evangelista de Sevilla sacaba en procesión a este santo con tres clavos y en el actual Sábado Santo sevillano la hermandad del Santo Entierro procesiona un esqueleto sobre el Calvario junto a un dragón, que representa la Victoria de Cristo sobre la muerte (conocido popularmente por La Canina). En Orihuela procesiona un paso con una diablesa, Jesús y una samaritana. En Santomera procesiona un paso con un ángel expulsando a un demonio. Quizá el paso alegórico más frecuente sea el de la Santa Cruz o Triunfo de la Santa Cruz; en él aparece la cruz cargada de distintos instrumentos utilizados en la pasión de Cristo o que representan pasajes de la misma; a veces incluso este paso alegórico sirve de relicario a un lignum crucis, como es el caso del que procesiona la hermandad de la Vera Cruz de Jerez de la Frontera.

## Galería

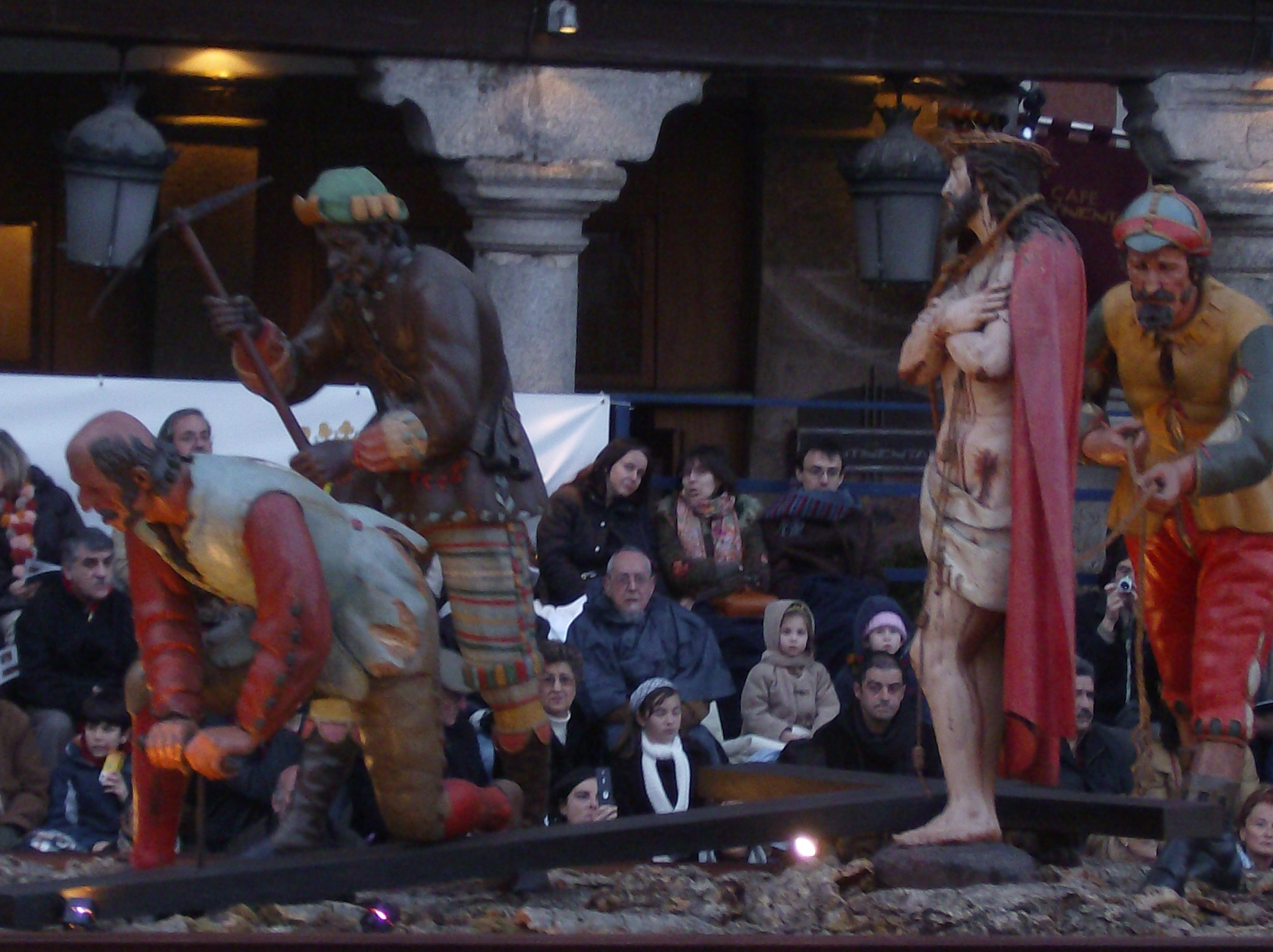
La preparación de la crucifixión en un paso de misterio de la Semana Santa de Valladolid.
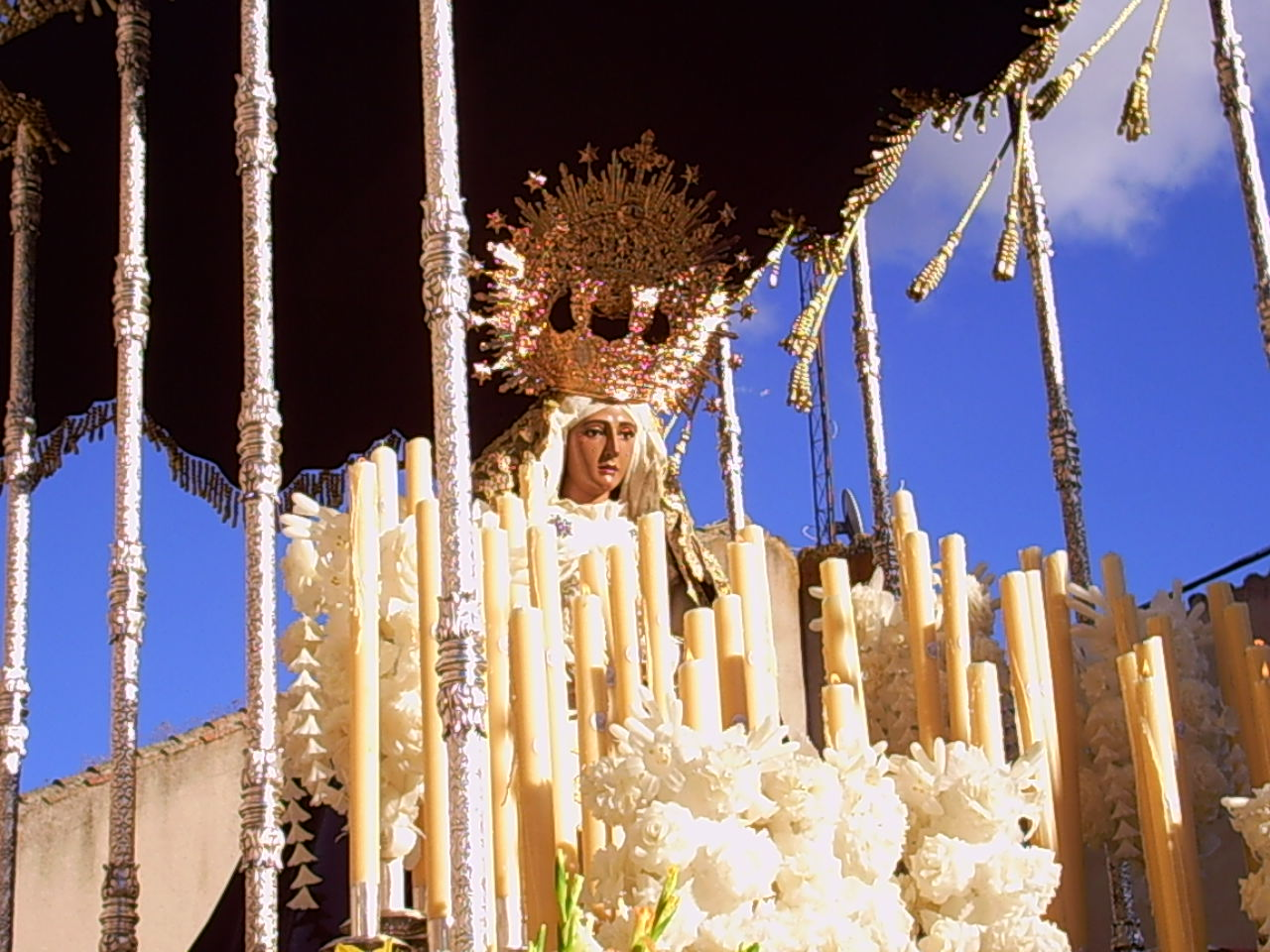
Paso de palio en la Semana Santa de Ávila.
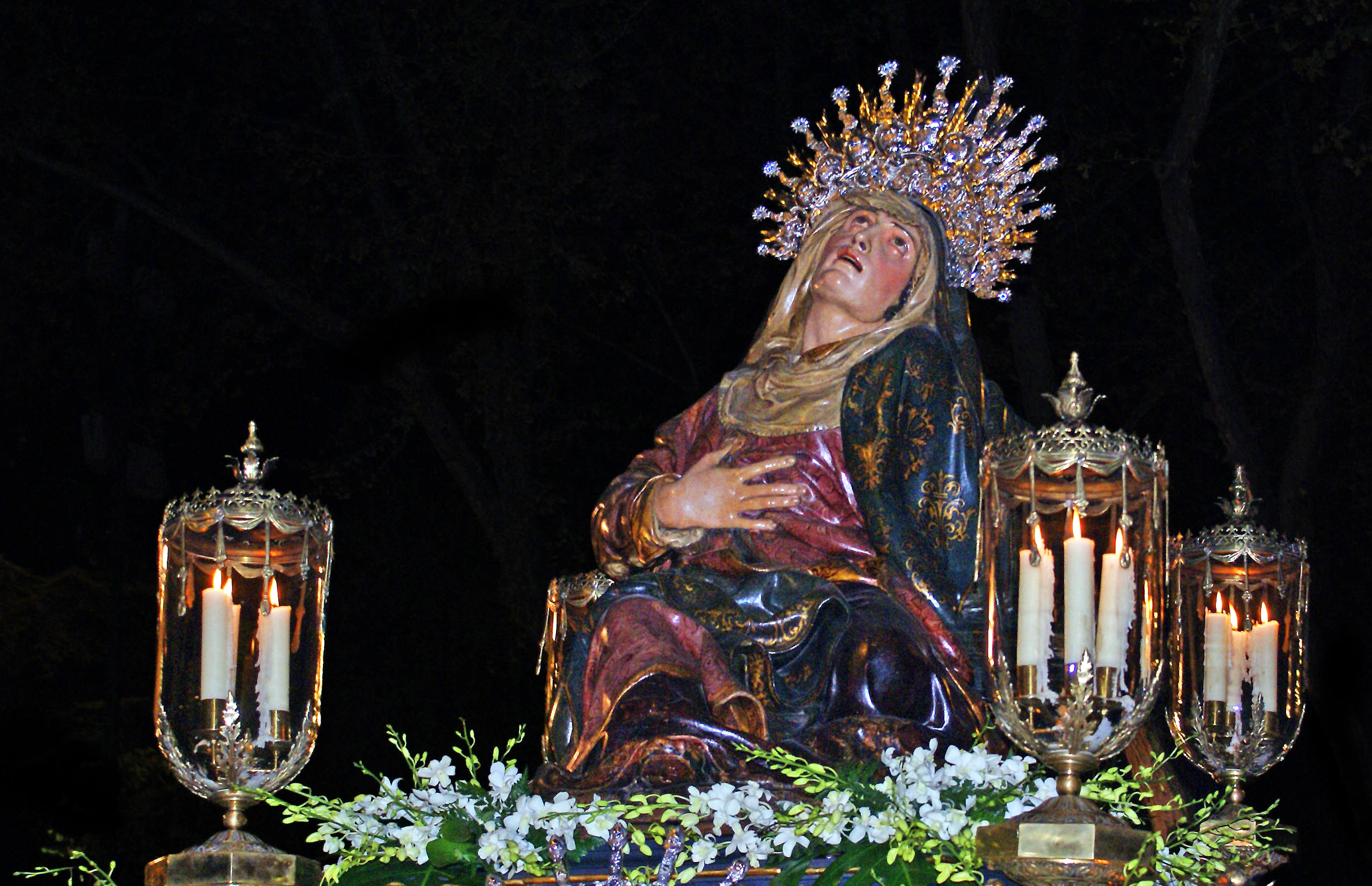
Virgen de las Angustias de la Semana Santa de Valladolid.
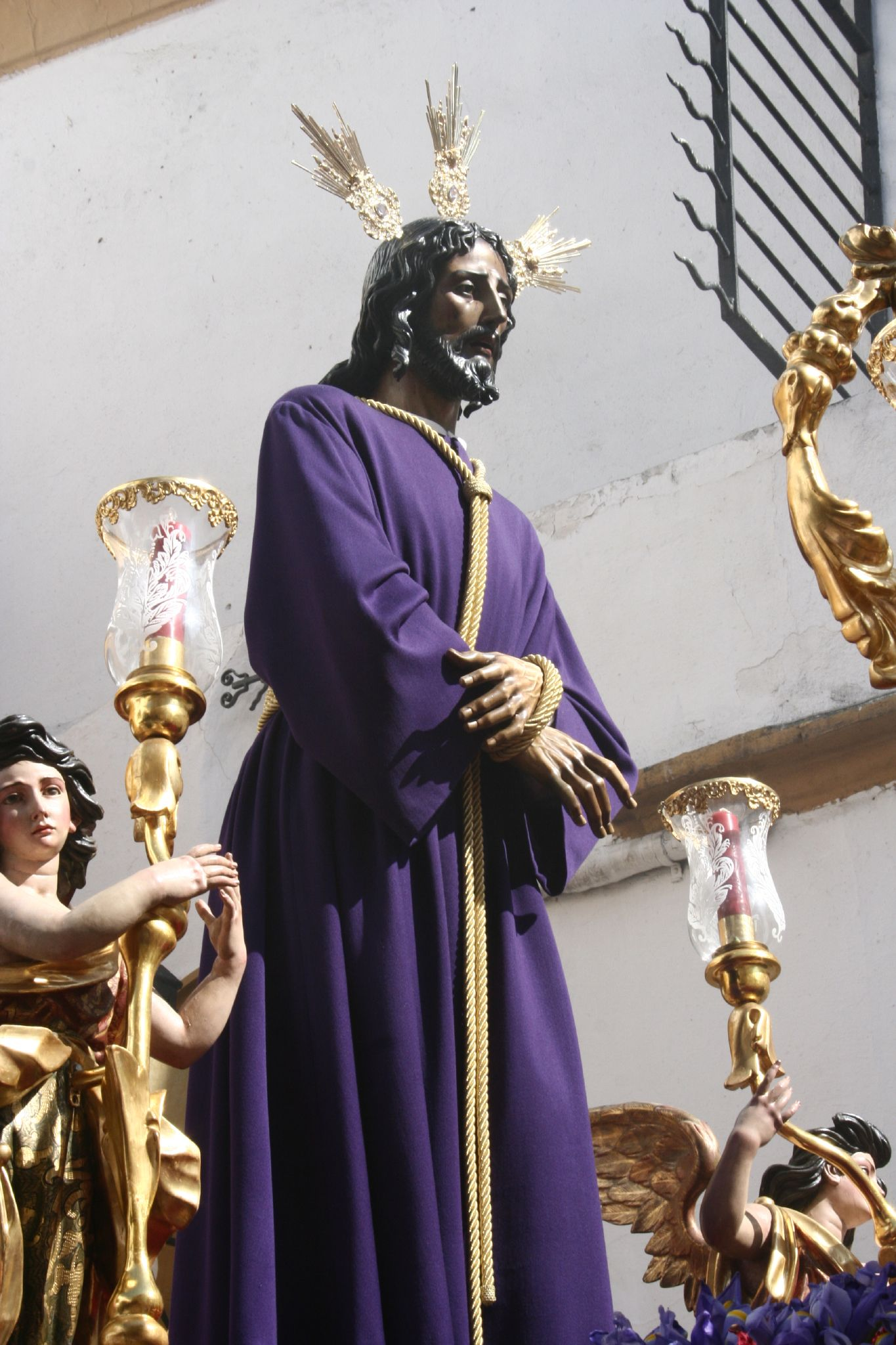
Jesús Cautivo de la Semana Santa de Sevilla.
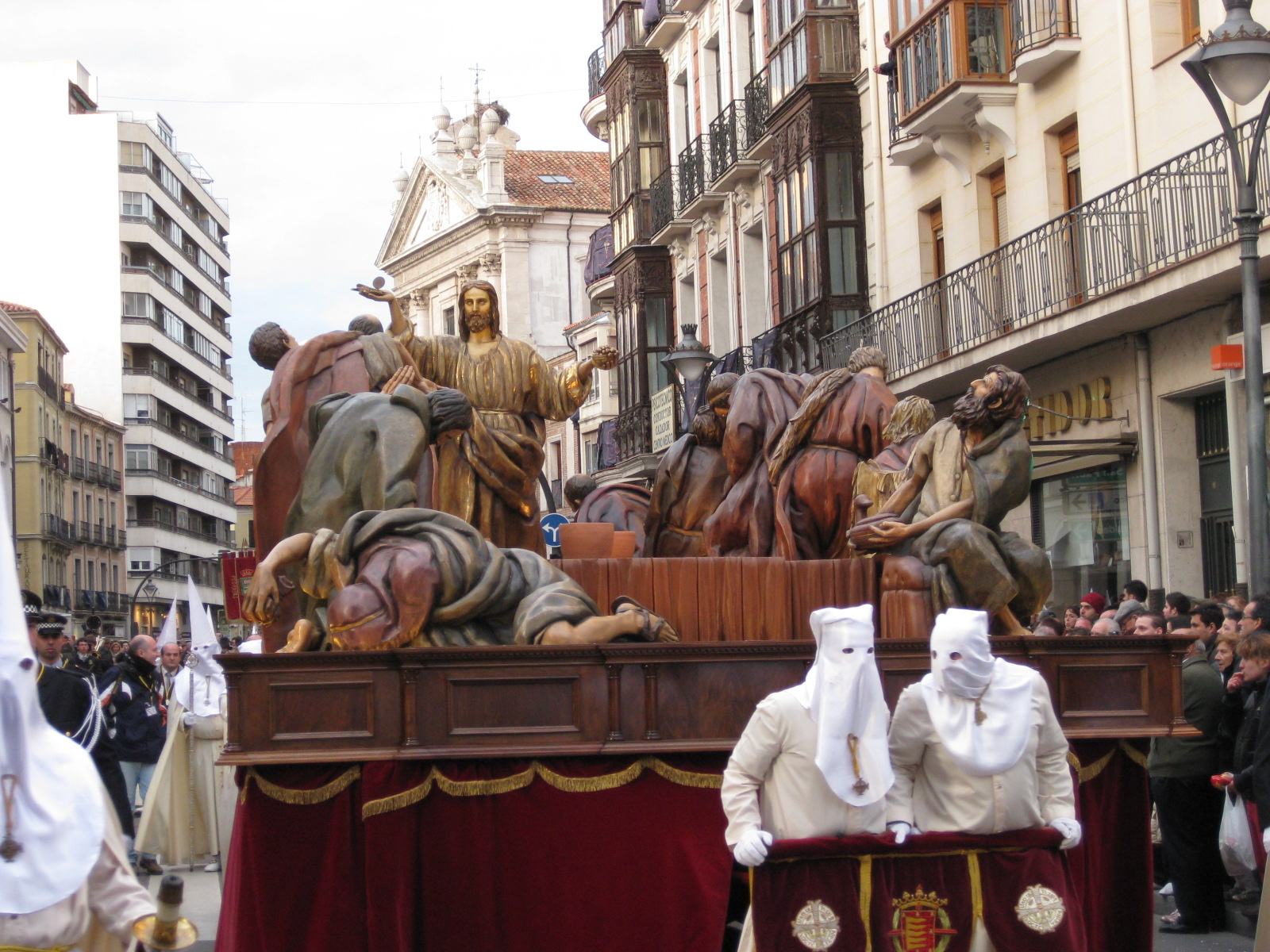
Paso de la Sagrada Cena de la Semana Santa de Valladolid.
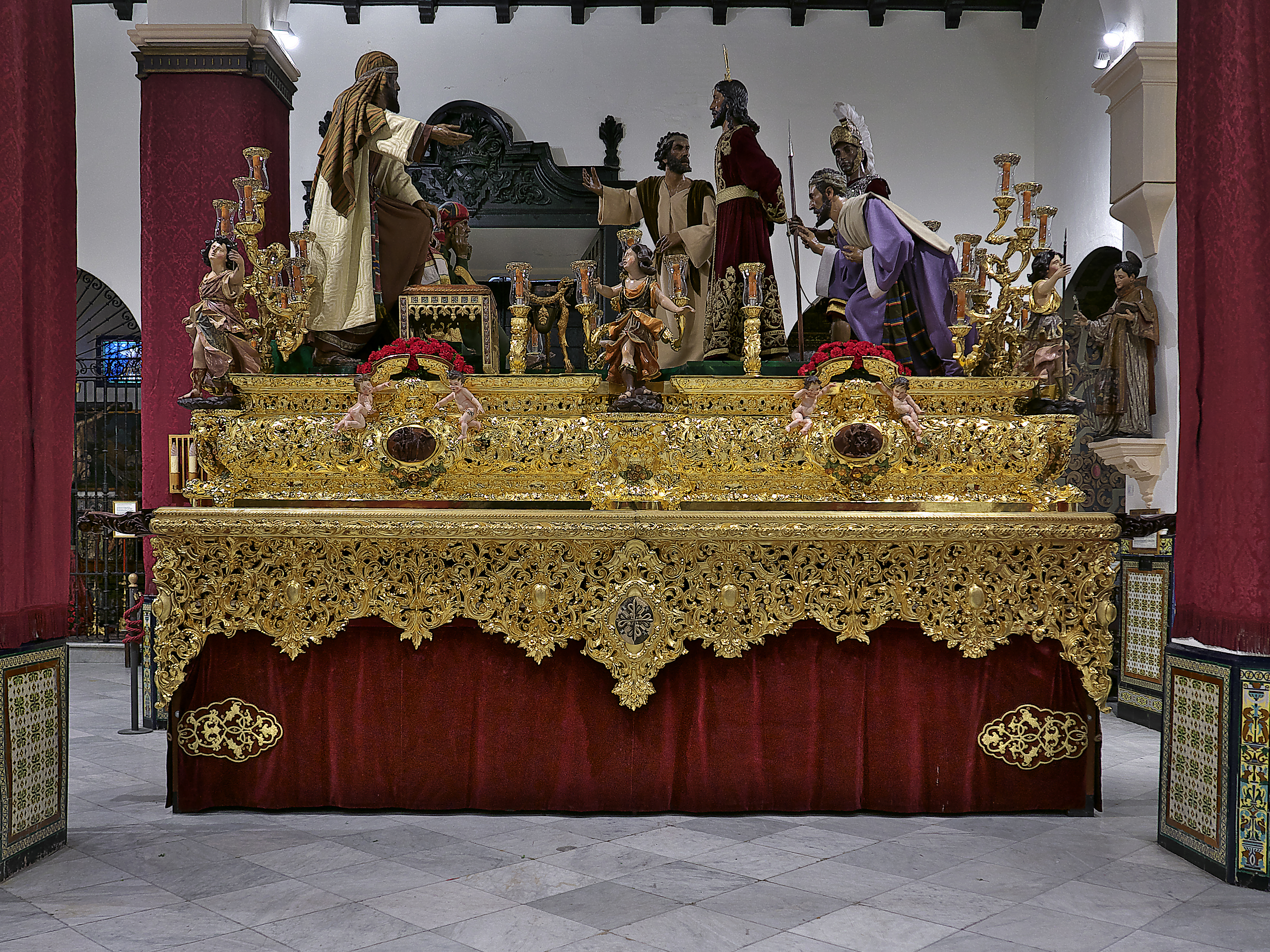
Jesús ante Anás, Hermandad del Dulce Nombre (Sevilla).
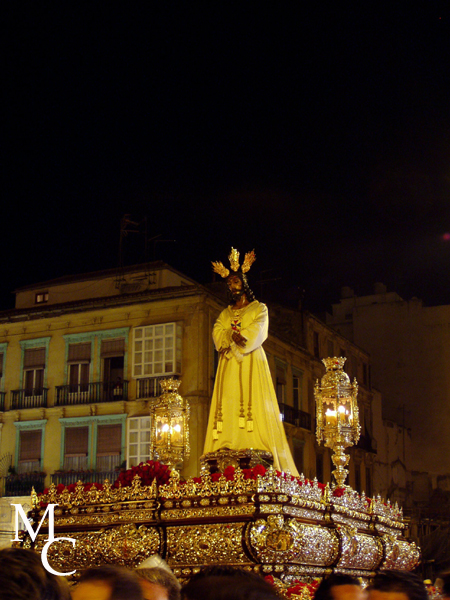
Trono de la Semana Santa de Málaga.
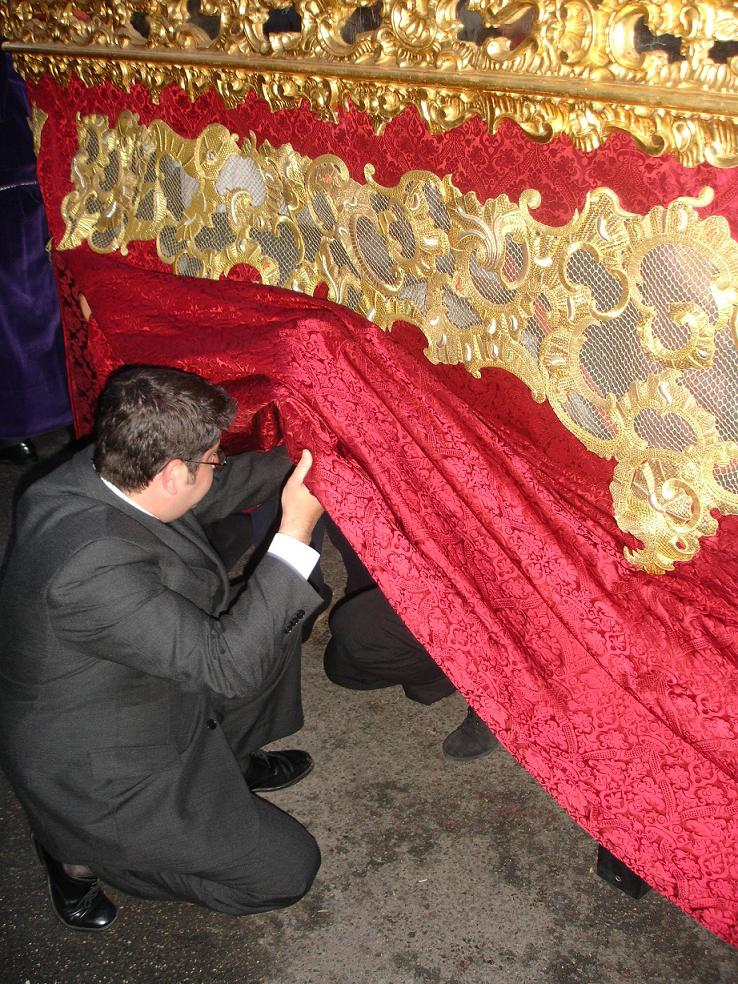
Capataz hablando con los costaleros en la Semana Santa de Sevilla.